# نیبول
شهر نیبول (به آلمانی: Niebüll) در ایالت اشلسویگ-هل‌اشتاین در کشور آلمان واقع شده‌است.